# Ямс

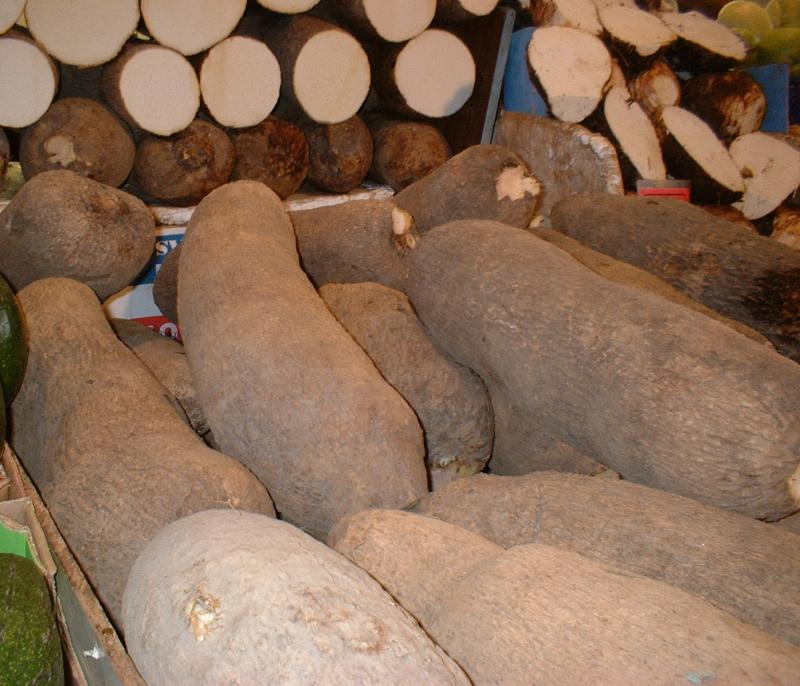
Ямс в магазине

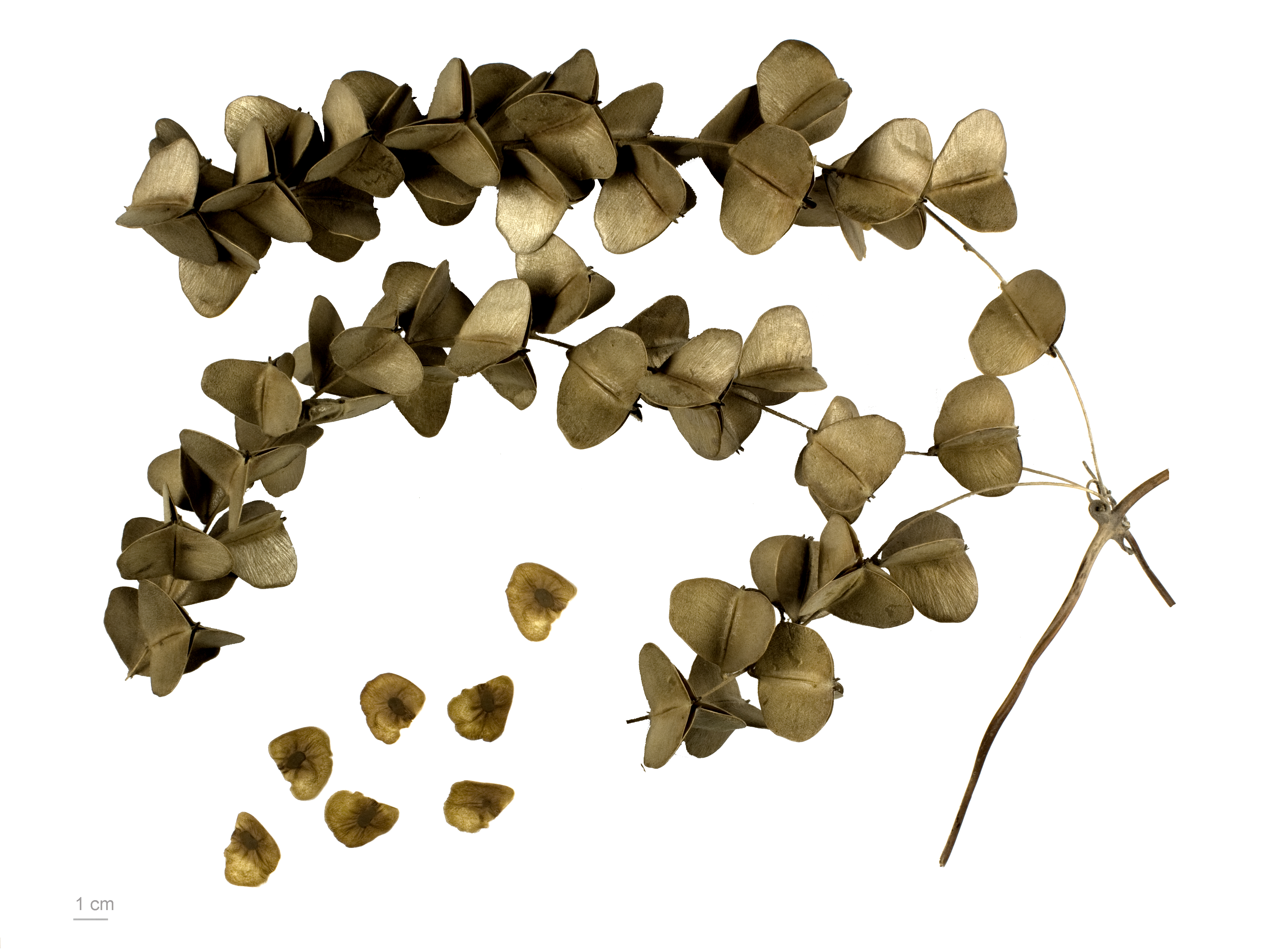
Dioscorea sp.
Тулузский музей

Ямс — обобщённое название нескольких культивируемых видов растений из рода Диоскорея семейства Диоскорейные.

## Описание
Стебель тонкий, ребристый, полегающий или вьющийся, до 15 м длиной. В зоне корневой шейки растений и на подземной части стебля формируются боковые побеги — столоны. Количество столонов на одном растении — 4—20, длина их от 5 до 50 см. Длина столонов — сортовой признак ямса, по которому выделяют сорта компактные, среднеплотные и рыхлокустовые, или раскидистые. Концы столонов утолщаются, образуются клубни ямса — товарная часть растений.
Корневая система растения мочковатая, широко разветвлённая, формирует клубни до 2,5 м в длину. Масса клубней варьирует от 50—300 г до 10—15 кг и более. Мелкие клубни ямса используют, как правило, для размножения. Форма клубней округлая, удлинённо-овальная или веретеновидная. Кора клубней гладкая, реже слегка трещиноватая, тонкая, белой, розовой или пурпурной окраски, мякоть белая или жёлтая.
Листья простые, черешковые, у основания стебля супротивные, выше — очередные. Листовая пластинка округлая, с заострённой верхушкой и сердцевидным основанием, в диаметре 5—6 см. Черешок листа до 12 см длиной, часто с острыми шипами у основания. 
Цветки у растений образуются редко, генеративное размножение вида отсутствует.

## Биологические особенности
Период вегетации ямса продолжается 5—6 месяцев у скороспелых сортов и 10—12 месяцев — у позднеспелых. Оптимальные условия произрастания ямса: высокая влагообеспеченность в течение всего периода роста, хорошая аэрация и нейтральная реакция почвы, достаточная обеспеченность элементами питания и равномерный температурный режим в пределах 24—28 °С.

## Применение

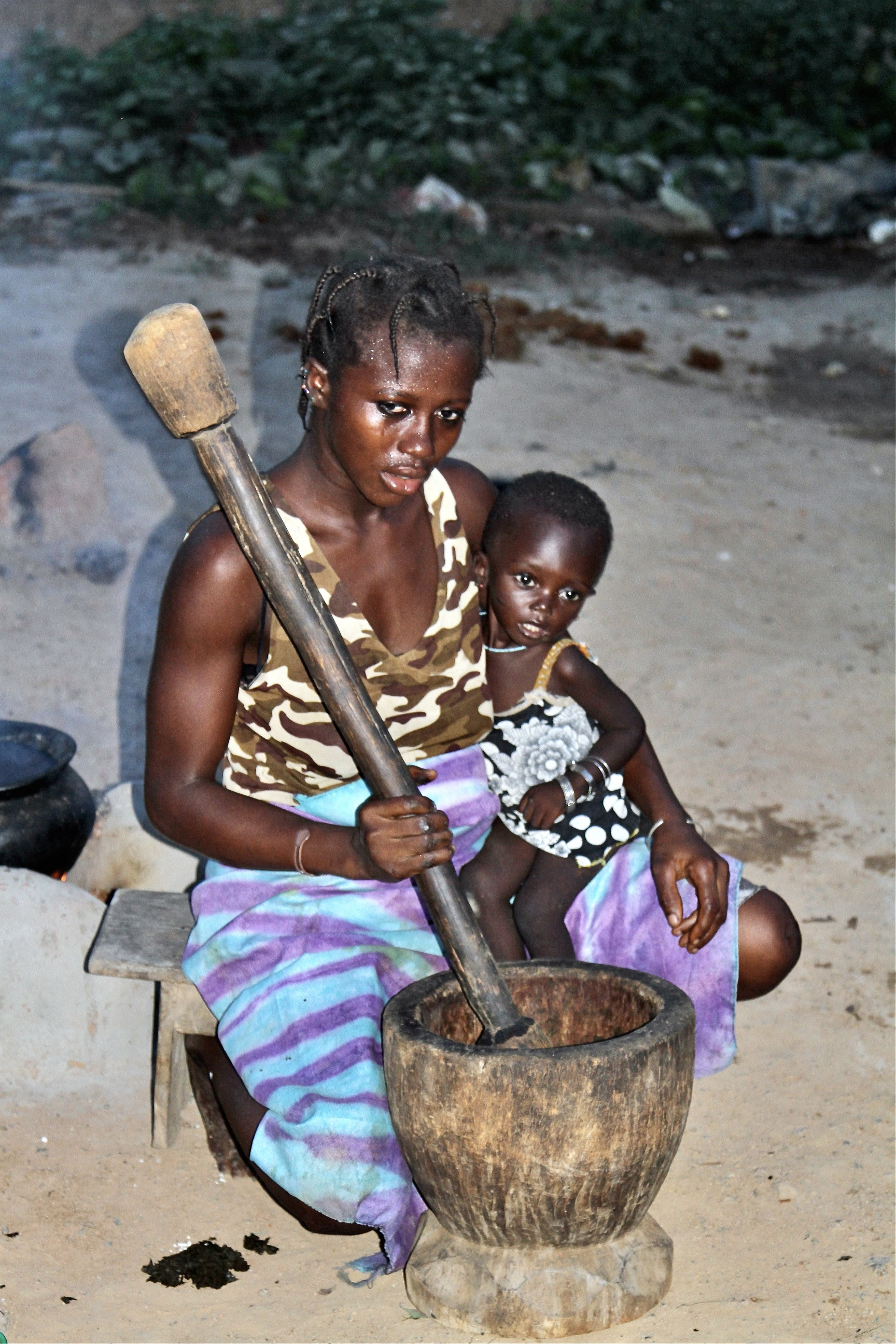
Приготовление толчёного белого ямса (D. cayenensis subsp. rotundata) в Кот-д'Ивуаре.

Ценное пищевое растение, широко возделываемое в Африке, Азии, Латинской Америке, Океании (в основном в тропиках и субтропиках). Производство ямса в Западной Африке уступает только производству маниока, превосходя объём производства кукурузы, риса и сорго. Крупнейший мировой производитель ямса — Нигерия.
Ямс был одомашнен независимо на трёх разных континентах: в Азии (Dioscorea alata), в Америке (Dioscorea trifida) и в Африке (Dioscorea rotundata). 
Клубни ямса богаты крахмалом, содержат значительное количество клетчатки, витамина C, витамина B6, калия и марганца. По питательной ценности они близки к маниоку, но содержат больше белка. 
В отличие от других клубненосных тропических культур, клубни ямса выдерживают длительное хранение даже при высоких температурах, однако в свежем виде в пищу не используются. Клубни разрезают на мелкие части, подсушивают и размалывают в муку, которую используют для приготовления лепёшек и соусных добавок к различным блюдам.
В клубнях некоторых видов ямса содержится алкалоид диоскорин, используемый для приготовления ценных лекарственных препаратов.

## Культивируемые виды
Существует много видов и сортов ямса. 

#### Диоскорея кайенская(Dioscorea cayenensis)

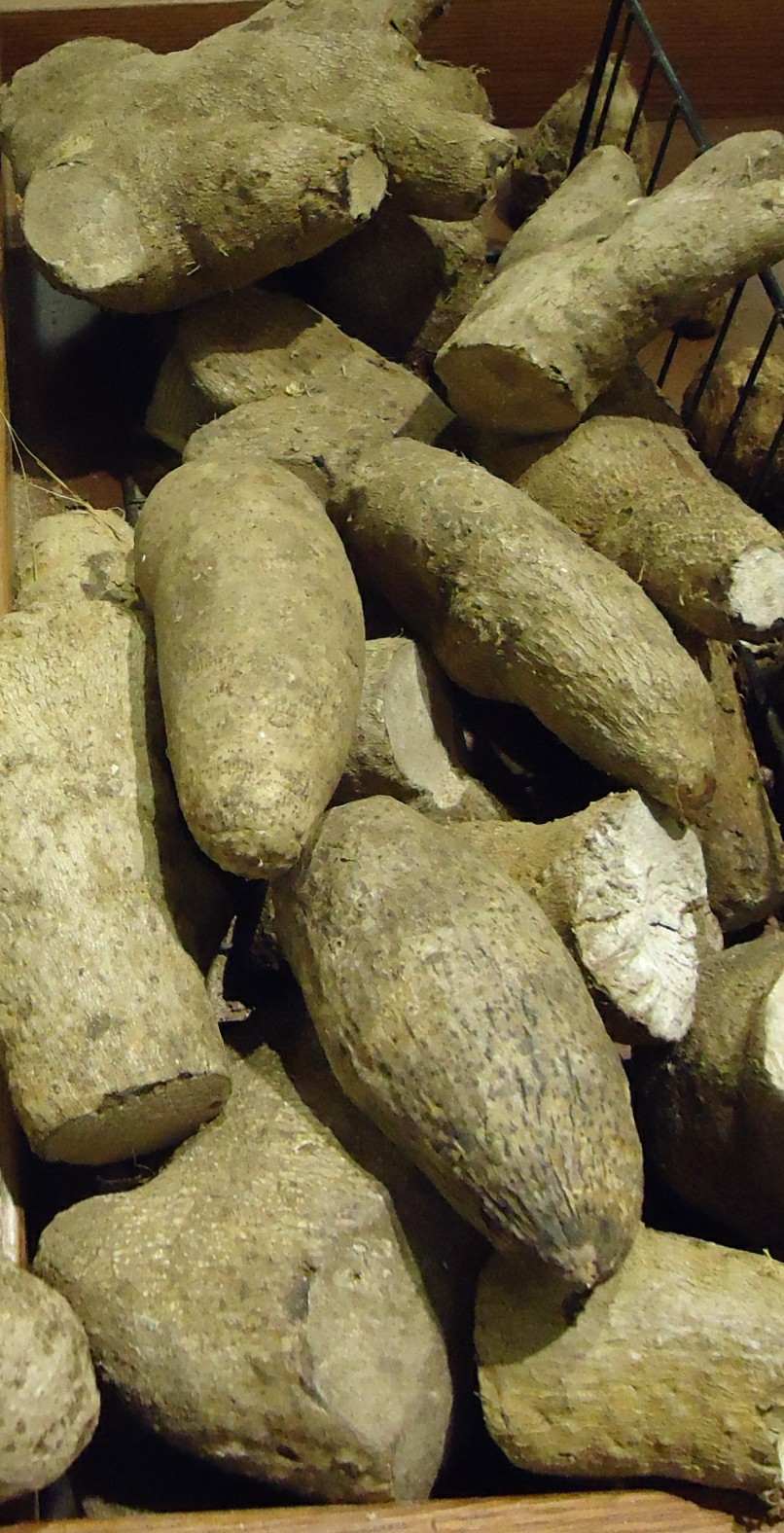
Жёлтый ямс (D. cayenensis subsp. cayenensis)

Это самый важный из культивируемых видов ямса. В природе вид произрастает в Западной Африке. Выделяется два подвида растения — диоскорея округлая (Dioscorea cayenensis subsp. rotundata), или белый ямс, и собственно диоскорея кайенская (Dioscorea cayenensis subsp. cayenensis), или жёлтый ямс. В прошлом их считали двумя отдельными видами, но теперь большинство систематиков сводят их к одному виду. Культивируется более 200 сортов диоскореи кайенской. 

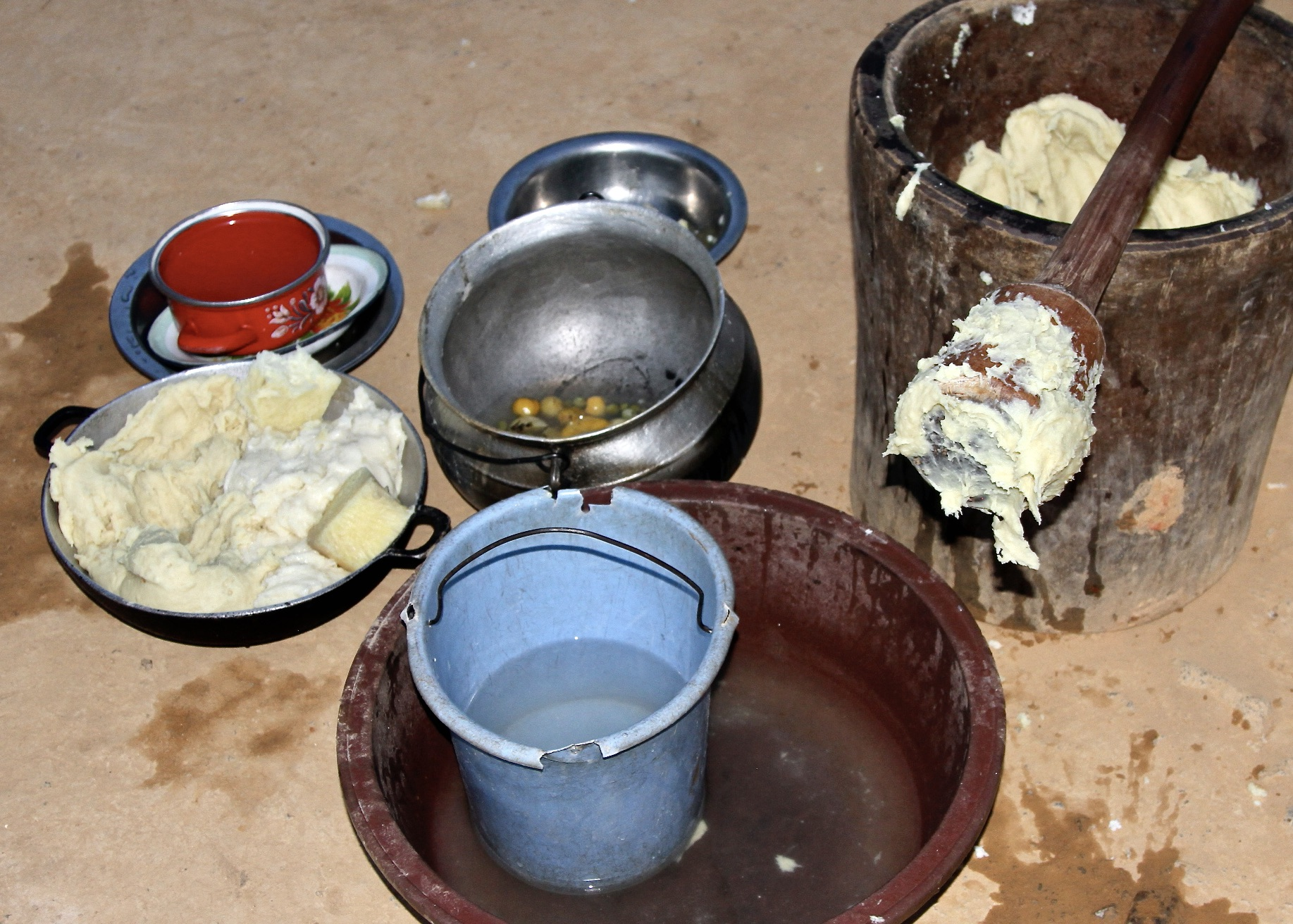
Пюре из перетёртого белого ямса (D. cayenensis subsp. rotundata), смешанного с мякотью плодов масличной пальмы.

Клубни белого ямса имеют цилиндрическую форму, кожура их гладкая и коричневая, а мякоть белая и плотная. Жёлтый ямс имеет жёлтую мякоть из-за присутствия в ней каротиноидов; внешне он похож на белый ямс, но кожура его клубней обычно немного твёрже и менее бороздчатая. Жёлтый ямс имеет более длительный период вегетации и более короткий период покоя. 
Это крупный вид с длиной лозы от 10 до 12 м. Клубни чаще всего весят от 2,5 до 5 кг каждый, но могут достигать массы 25 кг. Урожай клубней собирают на 7—12 месяц. В Африке клубни в основном перетирают для приготовления традиционного блюда из толченого ямса (iyan). Сорт kokoro играет важную роль в производстве чипсов из сушеного ямса.
D. rotundata, культивируемая в Африке, имеет двух близких диких сородичей — саванный вид Dioscorea abyssinica и лесной вид Dioscorea praehensilis. Секвенирование геномов 167 образцов этих трёх видов показало, что ДНК саваннового ямса схожа с ДНК современного одомашненного ямса, а лесной ямс делится на две группы, одна из которых имеет наибольшее сходство с одомашненным ямсом. Эти геномные исследования убедительно доказывают, что лесной вид D. praehensilis является наиболее вероятным прародителем африканского культивируемого ямса. 

#### Диоскорея крылатая(Dioscorea alata)

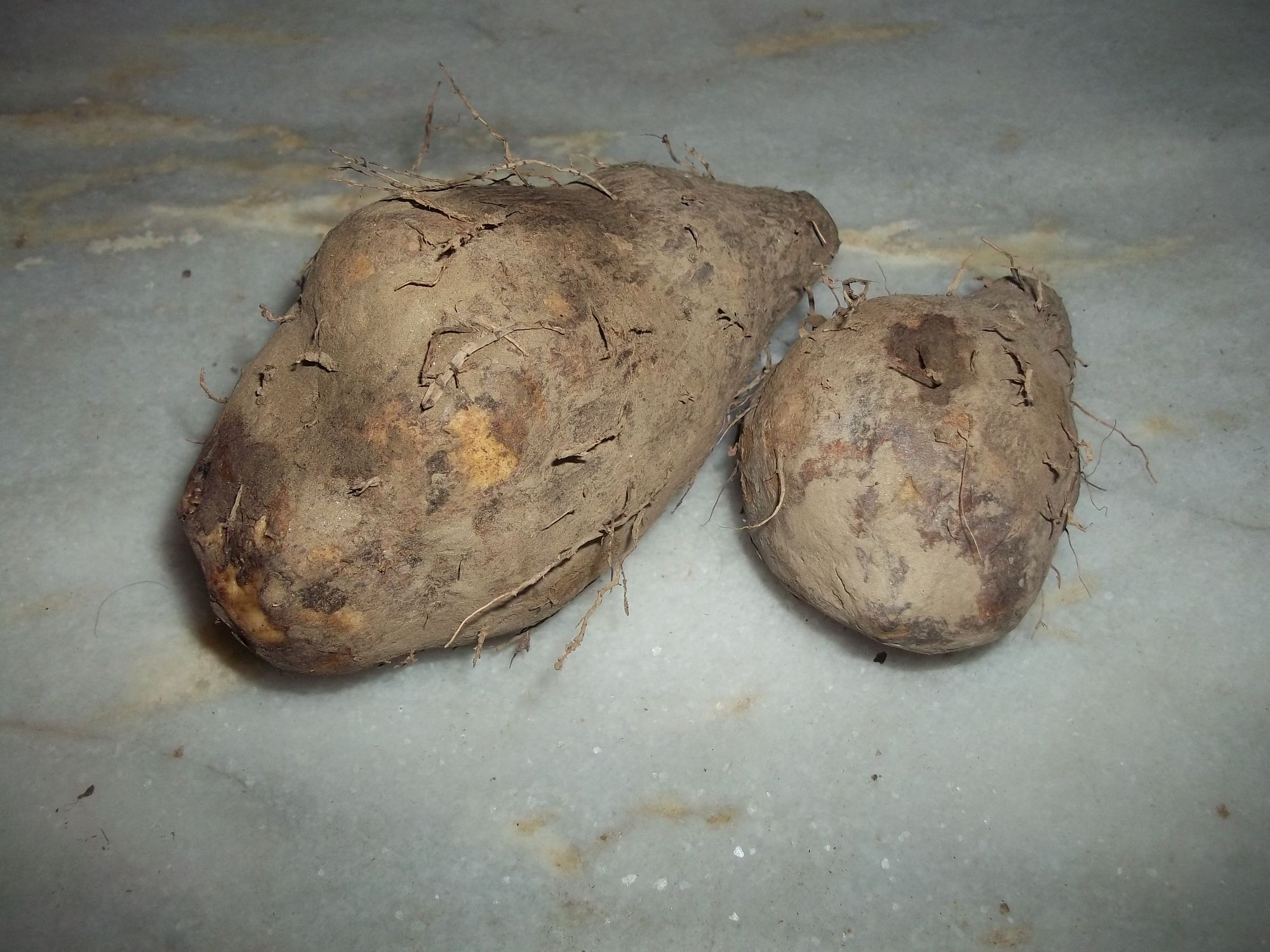
Пурпурный ямс (D. alata)

Растение называется также пурпурным ямсом (не путать с окинавским пурпурным бататом), большим бататом, убе, и водяным ямсом. 
Изначально культивировалась в Юго-Восточной Азии. Хотя этот вид не выращивается в таких же количествах, как африканский ямс, в мире он получил наибольшее распространение из всех культурных ямсов, выращиваемых в Азии, на островах Тихого океана, Африке и Вест-Индии. Даже в Африке эта культура по популярности уступает только белому ямсу (D. cayenensis subsp. rotundata). 
Форма клубней обычно цилиндрическая, но может варьировать. Мякоть клубня белая и водянистая по консистенции. 
В прошлом клубни D. alata, наряду с D. esculenta, служили основой питания для австронезийских мореплавателей. Ими эта культура были завезена на каноэ с островов Юго-Восточной Азии до Мадагаскара и Полинезии.

#### Диоскорея многокистевая(Dioscorea polystachya)

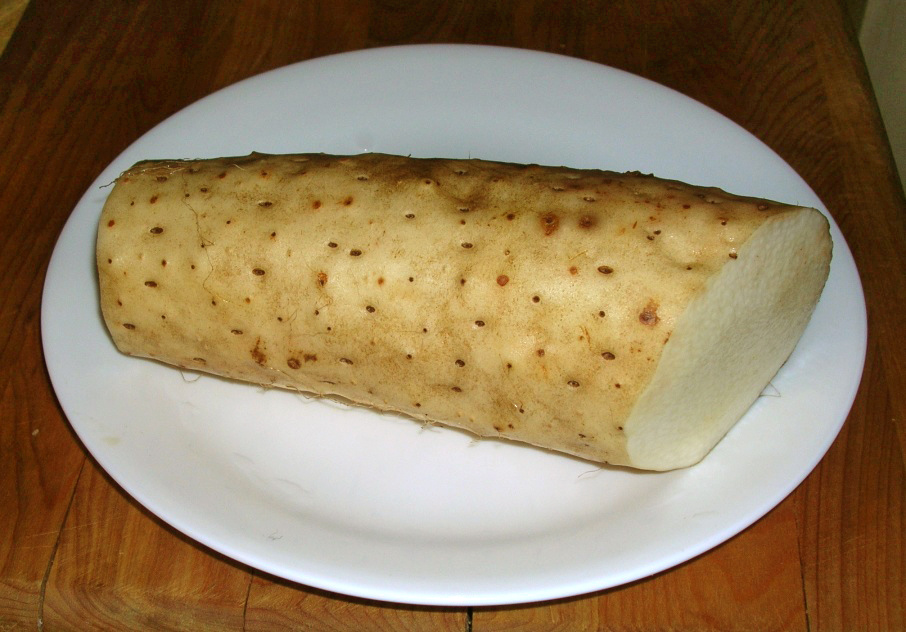
Китайский ямс (D. polystachya)

Диоскорея многокистевая, или диоскорея батат, или китайский ямс, произрастает и выращивается в Китае. Его также возделывают в Корее и Японии. Китайский ямс несколько меньше африканского, его лианы достигают около 3 м в длину. Вид морозостоек и, в отличие от прочих видов ямса, может выращиваться в гораздо более прохладных условиях. Он был завезен в Европу в 19 веке, когда урожаи картофеля резко снизились из-за поражения грибками, и до сих пор выращивается во Франции для азиатского продовольственного рынка. 
Клубни собирают после примерно 6 месяцев роста. Часть урожая съедается сразу, а из части собранных клубней готовятся ингредиенты для блюд длительного хранения, включая лапшу, и для традиционных лекарств.

#### Диоскорея супротивнолистная(Dioscorea oppositifolia)
Вид, произрастающий в Мьянме и на Индийском субконтиненте (Индия, Шри-Ланка, Бангладеш). Как и D. polystachya, этот вид часто называют китайским ямсом, что создает определённую путаницу. 

#### Диоскорея клубненосная(Dioscorea bulbifera)

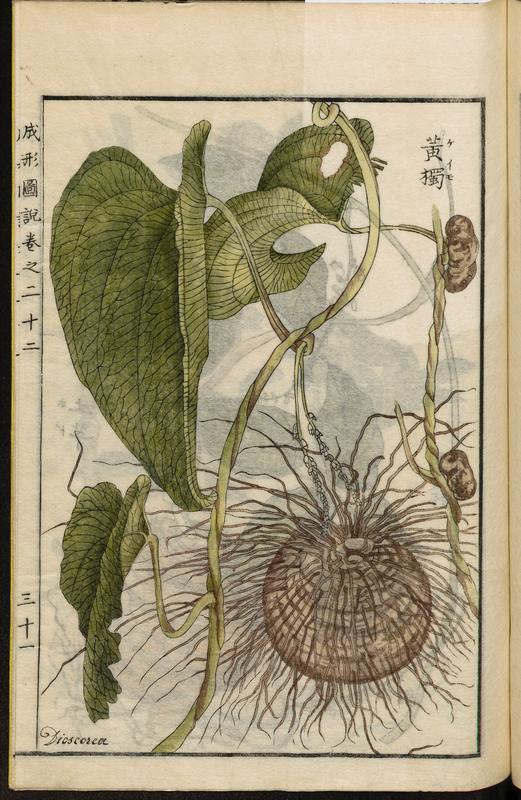
Диоскорея клубненосная, рисунок из Japanese Seikei Zusetsu agricultural encyclopedia

Диоскорея клубненосная, или ямс клубненосный, встречается как в Африке, так и в Азии. Это крупная лиана длиной 6 м и более. Она производит не только подземные клубни, но и луковицы, растущие у основания листьев, которые также являются ценным пищевым продуктом. Луковицы внешне напоминают картофель (отсюда и название «воздушный картофель»), их масса достигает 0,5—2 кг. 
Некоторые сорта можно есть сырыми, а некоторые требуют замачивания или варки для детоксикации перед едой. Его мало выращивают в коммерческих целях, поскольку большинство людей предпочитают вкус другого ямса. Тем не менее, он популярен в домашних огородах, потому что дает урожай всего через четыре месяца роста и продолжает плодоносить на протяжении до двух лет. Кроме того, его луковицы легко собирать и готовить. 
В 1905 году воздушный картофель был завезен во Флориду и с тех пор стал инвазивным видом на большей части штата, где, благодаря быстрому росту, вытесняет местную растительность. От натурализовавшегося растения трудно избавиться, поскольку оно может вновь вырастать из клубней, а новые лозы могут возобновляться из луковиц даже после того, как их срубили или сожгли.

#### Диоскорея съедобная(Dioscorea esculenta)
D. esculenta, или малый ямс, был одним из первых культивируемых видов ямса. Он произрастает в Юго-Восточной Азии, где является третьим наиболее часто культивируемым видом, хотя в других частях мира его культивируют очень мало. Лоза этой диоскореи редко достигают более 3 м в длину, а клубни у большинства сортов довольно мелкие. 
Клубни едят запеченными, вареными или жареными, подобно картофелю. Из-за небольшого размера клубней возможно механизированное выращивание, что, наряду с простотой приготовления и хорошим вкусом, может помочь малому батату стать более популярной культурой в будущем.

#### Dioscorea dumetorum
D. dumetorum, или горький ямс, популярна как овощ в некоторых частях Западной Африки, отчасти потому, что для его выращивания требуется меньше труда, чем для выращивания других видов ямса. Дикие формы очень токсичны и иногда используются для отравления животных при смешивании с приманкой. 

#### Диоскорея трехнадрезная(Dioscorea trifida)
D. trifida, или ямс куш-куш — неотропический вид, являющийся наиболее важным культивируемым ямсом Нового Света. Поскольку этот вид происходит из тропических лесов, его цикл роста меньше связан с сезонными изменениями, по сравнению с другими видами ямса. Из-за относительной простоты выращивания и приятного вкуса этого ямса считается, что он обладает большим потенциалом для увеличения производства.

#### Dioscorea hirtiflorasubsp.pedicellata
Подвид происходит из Тропической Африки. Его широко собирают и употребляют в пищу на юге Замбии, где этот ямс служит важным дополнением к рациону питания почти всего населения, а с марта по сентябрь приносит значительный доход более чем половине сельских домохозяйств.

#### Диоскорея японская(Dioscorea japonica)
Диоскорея японская, известная как восточноазиатский горный ямс, ямаймо или японский горный ямс, возделывается в Японии (включая острова Рюкю и Бонин), Корее, Китае, на Тайване и в Ассаме. 
Хинендзё, также называемый диким ямсом, представляет собой разновидность, которая используется в качестве ингредиента в лапше соба.